# Cometa Encke
El cometa Encke (2P/Encke) és el cometa periòdic de menor període de tots els coneguts fins al moment. Va ser vist per primera vegada a París el 17 de gener de 1786 per Pierre François André Méchain, pròxim a l'estrela β Aquarii (Sadalsuud). L'endemà, va comunicar el seu descobriment a Charles Messier, que va observar el cometa el dia 19, data en què també va ser albirat per Jacques Dominique Cassini. Tenia un nucli brillant, però no tenia cua.
El 1795, més exactament el 17 de novembre, Caroline Herschel va descobrir un cometa dèbil, sense nucli però amb una lleugera condensació central de llum, prop de l'estrela γ Cygni (Sadr); amb prou feines era visible a simple vista. Eix mateix cometa va ser observat durant el mes de novembre per l'astrònom alemany Johann Elert Bode, pel francès Alexis Bouvard i pel metge i astrònom aficionat alemany Heinrich Wilhelm Olbers. L'òrbita d'est astre va deixar perplexos els calculadors, ja que no podien traduir les observacions amb ajuda d'una paràbola.
El 26 de novembre de 1818, Jean-Louis Pons va descobrir un cometa en la constel·lació de Pegàs, i com va romandre visible durant prop de set setmanes, fins al 12 de gener de 1819, es va poder obtenir una llarga sèrie d'observacions, els elements parabòlics de les quals, comparats amb els dels cometes catalogats en aquella època, van fer sospitar que havia estat vist el 1805, i que el mateix Pons l'havia observat. La sospita que poguès tractar-se del mateix cometa se li va ocórrer a Dominique Arago (1786-1853), director de l'Observatori de París, quan Bouvard ho va presentar al Bureau des Longitudes, perquè els elements orbitals dels dos astres eren molt semblants.
El 1819, l'astrònom alemany i director de l'observatori de Gotha, Johann Encke, va demostrar que a aquest cometa no es podia adaptar de cap manera una òrbita parabòlica i va escometre l'empresa de determinar-ne rigorosament els elements orbitals utilitzant el mètode de Gauss, gràcies al qual s'havia pogut calcular l'òrbita del primer asteroide, (1) Ceres, perdut poc després del seu descobriment. Encke va trobar que l'òrbita era el·líptica amb un període de tres anys i mig. En consultar un catàleg, li va cridar l'atenció les similituds entre els elements que havia calculat i els dels cometes de 1786, 1795 i 1805, i va pensar que podia tractar-se del mateix astre. Per a demostrar-ho calia calcular, retrocedint en el temps, els efectes de les pertorbacions planetàries; cosa que va fer amb èxit, realitzant un esforç extraordinari, en sis setmanes. Entre 1786 i 1818, el cometa havia passat set vegades pel periheli sense ser vist. Per aquest extraordinari treball de càlcul, la posteritat l'ha premiat vinculant el nom d'Encke al cometa, tot i que el mateix Encke, modestament, el va anomenar sempre el cometa de Pons. El 1824, es concedí a Encke la medalla d'or de la Royal Astronomical Society i en esta mateixa ocasió es va enviar la medalla de plata a Pons, descobridor del cometa.
El cometa va passar a prop de Mercuri el 1838, i Encke assenyalà que la massa d'aquest planeta havia de ser molt inferior a l'assenyalada per Pierre-Simon Laplace, fet que posteriorment es confirmà.